# Lille skallesluger
Lille skallesluger (Mergellus albellus) er en mindre dykand på cirka 41 centimeter, der yngler ved skovsøer fra det nordlige Skandinavien og østpå i et bredt bælte gennem Asien til Stillehavet. Arten er den eneste i slægten Mergellus. Den lever især af mindre fisk og yngler i hule træer eller spættehuller. Hannen er i pragtdragten, der bæres fra oktober til maj, hvid med en sort plet ved øjet og i nakken, mens hunnen har grå fjerdragt med rødbrun kalot og en hvid kindplet.
Lille skallesluger er nært beslægtet med hvinand som den kan danne bastarder med.

## Vintergæst i Danmark
I Danmark ses lille skallesluger som vintergæst få steder langs kysten eller i større søer i den østlige del af landet, f.eks. i Københavns Sydhavn. Fuglene stammer fra det nordlige Skandinavien, Finland og Rusland.